# Мајрано (Лоди)
Мајрано је насеље у Италији у округу Лоди, региону Ломбардија.
Према процени из 2011. у насељу је живело 1991 становника. Насеље се налази на надморској висини од 82 м.